# Дымман, Константин Лаврентьевич
Константин Лаврентьевич Дымман (1878—1918) — русский военный деятель, полковник Генерального штаба. Герой Первой мировой войны.

## Биография
В 1896 году после окончания Полоцкого кадетского корпуса вступил в службу. В 1898 году после окончания Александровского военного училища по I разряду произведён в подпоручики и выпущен в Волынский лейб-гвардии полк.
В 1902 году произведён в поручики гвардии. В 1905 году после окончания Николаевской военной академии по I разряду произведён в штабс-капитаны гвардии с переименованием в капитаны Генерального штаба — командир роты Волынского лейб-гвардии полка. С 1907 года обер-офицер для поручений при штабе 1-го Сибирского армейского корпуса. С 1911 года подполковник — старший адъютант военной канцелярии при военном губернаторе Приморской области. С 1914 года штаб-офицер для поручений при штабе Владивостокской крепости.

С 1914 года участник Первой мировой войны, полковник — штаб-офицер для поручений при штабе 6-го Сибирского армейского корпуса. С 1915 года и.д. начальника штаба 13-й Сибирской стрелковой дивизии и 108-й пехотной дивизии. Высочайшим приказом от 12 июня 1915 года за храбрость награждён Георгиевским оружием: 
За то, что    во время боев под д. Злаков-Боровый 14 и 15 ноября и при д. Хоньсно — 17 ноября 1914 г., находясь все время со штабом дивизии в полосе действия артиллерийского огня противника, правильной организаций разведки и верной оценкой обстановки способствовал удачным действиям дивизии при наступлении, а при последовавшем затем отходе по приказанию свыше, удачному переходу ее на новые позиции; при этом, 15 ноября, давая направление частям дивизии для занятия ими новых позиций, находился в сфере ружейного огня и подвергал свою жизнь явной опасности
С 1916 года командир Нарвского 3-го пехотного полка. С 1917 года начальник штаба 182-й пехотной дивизии и 13-го армейского корпуса.
Умер 17 февраля 1918 года, похоронен на Смоленском кладбище в Петербурге.

## Награды
- Орден Святого Станислава 3-й степени (ВП 1907)
- Орден Святой Анны 3-й степени (ВП 1911)
- Орден Святого Станислава 2-й степени (ВП 17.05.1914)
- Орден Святого Владимира 4-й степени с мечами и бантом (ВП 07.05.1915)
- Георгиевское оружие (ВП 12.06.1915)
- Орден Святой Анны 2-й степени с мечами (ВП 05.09.1915)
- Орден Святого Владимира 3-й степени с мечами (ВП 06.10.1915)